# Taba Anyar (Kota Padang)
Taba Anyar is een bestuurslaag in het regentschap Rejang Lebong van de provincie Bengkulu, Indonesië. Taba Anyar telt 839 inwoners (volkstelling 2010).